# Emirat de Mayūrqa
La taifa de Mallorca o emirat de Mayurqa és un nom convencional que designa els períodes d'independència política durant la dominació musulmana, la primera taifa abastaria el període des del desmembrament de l'emirat de Dàniya fins a la dominació almoràvit 1076-1115, la segona des que Mallorca esdevingué el darrer reducte almoràvit fins a la conquesta almohade 1158-1203 i la tercera taifa des de la batalla de les Navas de Tolosa, fins a la Conquesta de Mallorca per part de Jaume I, 1212-1229.

## Primera Taifa (1076-1115)
Des de l'any 1014 les Illes Balears havien format part de l'emirat de Dàniya, però el 1076 el rei de Dàniya Alí ibn Mujàhid Iqbal-ad-Dawla, de la dinastia dels Banu Mujàhid fou derrotat pel rei Abu-Jàfar Àhmad ibn Sulayman al-Múqtadir dels Banu Hud, de manera que l'emirat de Dàniya fou annexionat a l'emirat de Saraqusta. Les Illes Balears restaren governades pel valí Abd-Al·lah al-Murtada ibn al-Àghlab, qui es proclamà emir l'any 1087, convertint Mayurqa en un emirat independent o taifa.
L'emir Abd-Al·lah al-Murtada ibn al-Àghlab fou succeït per Mubàixxir Nàssir-ad-Dawla, que patí en 1109 l'atac dels vikings de la Croada noruega, i l'any 1114 es produí la Croada contra Mayurqa. Durant l'assalt morí i fou succeït efímerament per Abu-r-Rabí Sulayman. Malgrat l'èxit inicial de la croada, les tropes cristianes evacuaren l'illa, emportant-se presoner el darrer emir, quan els arribaren notícies de l'arribada de reforços almoràvits procedents de l'Àndalus. A partir d'aleshores la Taifa de Mallorca desaparegué i fou annexionada als dominis dels almoràvits.

## Segona Taifa (1158-1203)
Mayurqa visqué un segon període independent arran de la derrota almoràvit i l'arribada al poder de l'Àndalus dels almohades. A partir del 1158, Mayurqa fou el refugi dels almoràvits i fou governada per la dinastia dels Banu Ghàniya, el darrer dels quals fou Abd-Al·lah ibn Ishaq ibn Ghàniya, que fou derrotat pel califa almohade Muhàmmad an-Nàssir l'any 1203 de l'era cristiana.

## Tercera Taifa (1212-1229)
Amb la batalla de les Navas de Tolosa, el 1212, el poder almohade restà afeblit, i en aquest context el valí de Mallorca Abu-Yahya Muhàmmad ibn Alí ibn Abi-Imran at-Tinmalalí, fou citat a la cort del califa Almohade i no complí l'ordre, restant d'aquesta manera com sobirà de fet de Mayurqa. Malgrat no exercí actes de sobirania expressa (no es canvià el títol de valí pel d'emir, ni encunyà moneda al seu nom), ni es desvinculà plenament del món almohade, fou considerat monarca i com a tal el considerà Jaume el Conqueridor.